# Starhorod, Sokal
Starhorod (în ucraineană Старгород) este un sat în comuna Tudorkovîci din raionul Sokal, regiunea Liov, Ucraina.

## Demografie
Componența lingvistică a localității Starhorod
     Ucraineană (100%)
Conform recensământului din 2001, toată populația localității Starhorod era vorbitoare de ucraineană (100%).